# Wayback Machine
Wayback Machine – amerykańskie archiwum cyfrowe World Wide Web i innych informacji dostępnych w Internecie. Zostało upublicznione w październiku 2001 roku przez Brewstera Kahle’a i Bruce’a Gilliata. Należy do Internet Archive, organizacji nonprofit mającej swoją siedzibę w San Francisco. Serwis był notowany w rankingu Alexa na miejscu 161 (maj 2020)

## Historia
Wayback Machine zostało utworzone, aby zapobiec problemowi bezpowrotnej utraty treści zgromadzonej na stronach internetowych, w momencie kiedy są one edytowane lub zamykane. Usługa ta pozwala użytkownikom na przeglądanie zarchiwizowanych wersji witryn, które przez archiwum nazywane są „trójwymiarowym indeksem”. Kahle i Gilliat utworzyli to archiwum z nadzieją na archiwizację całego Internetu i zapewnienie „powszechnego dostępu do wiedzy”.
Wayback Machine rozpoczęło archiwizację stron internetowych w 1996 r., z zamiarem upublicznienia całej usługi pięć lat później. Kahle sporadycznie umożliwiał naukowcom dostęp do zasobów nieukończonej wówczas bazy, dostępnej na taśmie cyfrowej. W piątą rocznicę powstania, archiwum zostało upublicznione podczas ceremonii w Uniwersytecie Kalifornijskim w Berkeley. Do tego czasu Wayback Machine zgromadziło ponad 10 miliardów zarchiwizowanych stron.
Nazwa usługi jest aluzją do serialu telewizyjnego Rocky, Łoś Superktoś i przyjaciele, w którym występuje pies Peabody, podróżujący w czasie za pomocą wehikułu o nazwie „WABAC Machine”.
W 2002 roku budżet Wayback Machine sfinansowany m.in. przez kilka korporacji, fundacji (w tym Kahle/Austin Foundation, National Science Foundation, Bibliotekę Kongresu i Markle Foundation) i osoby prywatne wyniósł 10 milionów dolarów.
W październiku 2024 z serwerów witryny skradziono rekordy bazy danych uwierzytelniania 31 milionów unikalnych użytkowników oraz przeprowadzono atak rozproszonej odmowy usługi, uniemożliwiając skorzystanie z serwisu.

## Aspekty techniczne
Oprogramowanie zostało przystosowane do indeksowania i pobierania, przy pomocy robotów internetowych, wszystkich publicznie dostępnych stron WWW, hierarchii Gopher oraz systemu grup dyskusyjnych Usenet. Dane zbierane przez „crawlery” nie zawierają wszystkich informacji dostępnych w Internecie, ponieważ dostęp do części z nich może być ograniczany przez ich wydawcę lub przechowywany w niedostępnych bazach. Odpowiedzią na tę sytuację było utworzenie przez Internet Archive w 2005 r. strony Archive-It.org. Umożliwiła ona instytucjom i twórcom zbieranie, przechowywanie oraz tworzenie kolekcji treści i archiwów cyfrowych.  
Częstotliwość powstawania snapshotów zależna jest od danej witryny. Wayback Machine archiwizuje sam kod HTML, ale nie obrazy. Te są pobierane ze stron źródłowych.

## Przyrost zasobów w Wayback Machine
W 2003 roku, zaledwie dwa lata po oficjalnym upublicznieniu usługi, zasoby Wayback Machine rosły w tempie 12 terabajtów/miesiąc. Pierwsze 100 TB zostało przekroczone w czerwcu 2004. W 2009 Wayback Machine mieściło już ok. trzech petabajtów danych, które rosły w tempie 100 TB każdego miesiąca. W styczniu 2013 r. spółka posiadała w bazie 240 miliardów adresów URL. W październiku 2013 r. na stronie powstała opcja „Save a Page”, która umożliwiała użytkownikowi zgłoszenie konkretnej witryny do archiwizacji. W grudniu 2014 r. liczba zarchiwizowanych witryn wzrosła do ponad 435 miliardów, co stanowiło prawie dziewięć petabajtów danych, rosnących w tempie 20 terabajtów tygodniowo. Całkowita ilość danych w lipcu 2016 r. osiągnęła wynik 15 petabajtów, natomiast we wrześniu 2018 r. wyniosła już ponad 25 petabajtów.

## Zastosowanie
Od początku działalności w 2001 r., Wayback Machine stało się obiektem badań, zarówno pod kątem tego, w jaki sposób przechowywane są zgromadzone w bazie dane, jak i odnośnie do samych zarchiwizowanych stron dostępnych w archiwum. 
Do 2013 r. badacze napisali około 350 artykułów, które dotyczyły Wayback Machine. Pochodziły one głównie z takich obszarów nauki, jak technologia informacyjna, bibliotekoznawstwo oraz nauki społeczne. Naukowcy z tej ostatniej grupy wykorzystują Wayback Machine m.in. do analizy tego, jak rozwój witryn zachodzący stale od połowy lat 90., wpłynął na rozwój danego przedsiębiorstwa.
Skrypty archiwizacyjne w Wayback Machine mają na celu zachowanie jak największej liczby działających hiperłączy, które z racji ulotności danych w Internecie, mogłyby zostać utracone. Indyjscy badacze przeprowadzili analizę dotyczącą skuteczności zapisywania hiperłączy zawartych w naukowych publikacjach dostępnych online w Wayback Machine i wynik ten stanowił ponad połowę.